# Поліція Нью-Йорка (телесеріал)
«Поліція Нью-Йорка» (англ. NYPD Blue) — американська телевізійна драма про поліцію Нью-Йорка, яка працює у вигаданому п'ятнадцятому відділку на Мангеттені. У кожному епізоді переплітаються декілька сюжетних ліній за участі усього акторського складу.
Творцями телешоу стали продюсери Стівен Бочко та Девід Мілч. На створення проєкту Мілча надихнула дружба з Біллом Кларком, який у минулому був офіцером нью-йоркського департаменту поліції, і який став одним із продюсерів цього телепроєкту. Зйомки проводились студіями 20th Century Fox Television та Steven Bochco Productions.
Серіал виходив на каналі ABC з 21 вересня 1993 року по 1 березня 2005 року, і вважається найтривалішим серіалом на каналі ABC.

## Сюжет
Телесеріал споча́тку був зав'язаний на історії п'ятнадцятого відділку поліції Нью-Йорка та персонажі Джоні Келлі, якого зіграв Девід Карузо. Таким чином, Джон Келлі став головним героєм першого сезону, весь сюжет обертався навколо нього, його професійного та особистого життя. В другому сезоні актор покинув серіал, у зв'язку з чим було прийнято рішення не акцентувати увагу на одному герої. Однак, з часом, Денніс Франц, у ролі детектива Енді Сіповіца, ветерана поліції Нью-Йорка, перетворився на провідного актора серіалу. Його значення як наставника детективів росло від серії до серії. Основними партнерами Сіповіца у другому сезоні й далі стали детектив Боббі Сімоне, детектив Денні Соренсон та детектив Джон Кларк-молодший. Кожен з них був свого часу напарником Сіповіца, чим постійно підживлював сюжет в лінії, де більш досвідчений герой зіштовхується з необхідністю постійно «притиратися» до молодого колеги.

### Перший сезон
Джон Келлі та Енді Сіповіц працюють детективами п'ятнадцятого відділку поліції Нью-Йорка. Сіповіц є старшим партнером, але його пияцтво ставить під загрозу взаємини напарників. Келлі щиро прив'язаний до свого напарника, але така безвідповідальна поведінка Сіповіца його все більше дратує. В пілотній серії з Сіповіца знята підозра про те, що через завдану образу він поліз у бійку. Сіповіц вирішує протверезіти, щоб зберегти роботу.
Поки напарник лікується від алкогольної залежності Келлі працює з лейтенантом Артуром Фенсі та молодим поліцейським з боротьби зі злочинністю Джеймсом Мартінесом. Особисте життя Келлі наче ураган: він переживає розлучення з дружиною Лорою і починає стосунки з колегою Дженіс Лікалсі. Ситуація ускладнюється тим, що Лікалсі за наказом мафіозного боса Анджело Маріно, який їй платить за надані послуги, повинна підставити Келлі. Але замість цього жінка вбиває Маріно, за що зазнає переслідувань від мафії, і втягує в усю цю історію Келлі.
Тим часом Сіповіц зумів побороти свою алкозалежність, він починає відносини з Сільвією Костас. Водночас Грег Медавой приводить до відділку Донну Абандандо.

### Другий сезон
Лікалсі визнають винною у вбивстві Маріно і його водія, їй дають два роки ув'язнення. Через причетність Келлі до справи Лікалсі, його переводять з п'ятнадцятого відділку. Він, своєю чергою, вирішує залишити відділок назовсім. На заміну приходить Боббі Сімоне — вдівець, який працював раніше водієм комісара поліції. Така зміна не влаштовує Сіповіца, але з часом він приймає свого нового напарника, і запрошує його стати боярином на майбутньому весіллі з Сільвією.
У Сімоне зав'язується роман з журналісткою, яка використовує його лише як інформатора для написання статті. Згодом, він починає зустрічатися зі своєю колегою Діаною Рассел. Сіповіц, будучи сам алкоголіком, розпізнає у поведінці Рассел ті ж проблеми, що й у нього. Після довгих умовлянь, вона сама приймає рішення пройти курс антиалкогольного лікування. Відносини між Донною та детективом Медавоєм погіршуються.

### Третій сезон
На початку сезону з'ясовується, що Сільвія вагітна від Енді. Їх син Тео народиться вкінці сезону. Старший син Сіповіца — Енді-молодший вирішує вступити до поліції, але його вбивають. Сіповіц береться за слідство. Вбивцю Енді-молодшого застрілює Сімоне.
Разом з тим, Сімоне та Рассел намагаються заново налагодити свої відносини, але Діана знову починає пити, коли бачить як її батько знову б'є мати. Батько Рассел, врешті-решт, стає головним підозрюваним у вбивстві.
Джеймс Мартінес зав'язує роман з новим детективом Едріан Лесняк, проте її поведінка викликає невдоволення, що призводить до її звільнення з відділку. Медавой залишає свою дружину, але цей крок не рятує його відносини з Донною.

### Четвертий і п'ятий сезони
Деякі зміни в ролях: Донну замінюють, на зміну їй приходить Джина Колон. Згодом, вона виходить заміж за Мартінеса. З'являється новий детектив — Джилл Кіркендалл, що стає напарницею детектива Расселл. Сіповіц бореться з раком простати. Розвиваються відносини Сімоне і Расселл, вона зізнається, що піддавалася сексуальному насильству з боку батька.

### Шостий сезон
Цей сезон стає поворотним пунктом в історії серіалу. Джиммі Смітс, який виконував роль Боббі Сімоне, вирішує не продовжувати свій контракт і йде з серіалу. Зникнення його героя у серіалі пояснюється серйозним захворюванням серця, яке було виявлено згодом, після його одруження з Расселл. Організм Сімоне відторгає пересаджене серце. На заміну Сімоне приходить детектив Денні Соренсон.
Протягом шостого сезону відбуваються ще два смертельних інциденти: від передозування героїну вмирає Долорес Майо, а Сільвію Костас вбивають у будівлі суду. У смерті Майо звинувачують її збожеволілого батька. Останні слова Сільвії: «Бережи дитину».

### Сьомий та восьмий сезони
Продовжують розвиватися відносини між Сіповіцем та Соренсон. Команда п'ятнадцятого відділку поступово змінюється: йдуть Кіркендалл, Мартінес, Фенсі (як командир відділку — на підвищення). Рассел бере відпустку, намагаючись впоратися зі смертю Сімоне. З'являються і нові герої: детективи Болдуін Джонс та Конні Макдауелл, та лейтенант Тоні Родрігес.
Вкінці восьмого сезону Соренсон вербує власника стрип-клубу, щоб він надавав їй інформацію. У фіналі Соренсон йде на зустріч з інформатором, після чого зникає безвісти.

### Заключні сезони
На початку дев'ятого сезону персонаж Соренсона прибирають на прохання виконавця ролі Ріка Шредера, який захотів проводити більше часу зі своєю сім'єю в штаті Монтана. На додаток до сюжетної лінії зникнення Соренсона в дев'ятий сезон будуть включені епізоди, які осмислюють теракти 11 вересня 2001 року.
З'являється ще один новий детектив — Ріта Ортіс. Основна увага приділяється Сіповіцу, як головному герою, який присутній у всіх сезонах. Останні декілька епізодів пов'язані з майбутнім виходом на пенсію детектива Медавоя та спробами Сіповіца скласти іспит для отримання звання сержанта.

### Заключний епізод
Двісті шістдесят перший і останній епізод, «Moving Day», який вийшов в ефір 1 березня 2005 року, поклав кінець дванадцятирічному показу телесеріалу. Режисером виступив Марк Тінкер, сценарій написали Білл Кларк, Стівен Бочко та Вільям Фінкельштейн.
Заключний епізод зображує ще один звичайний день на роботі, зі Сіповіцом в якості нового керівника команди. У фінальній сцені, попередній керівник відділку лейтенант Бейл бажає Сіповіцу удачі на новій посаді, оглядає свій старий офіс і каже: «Це твоє». Вкінці детективи виходять, один за іншим, прощаючись зі своїм начальником. Останнім виходить Джон Кларк з фразою «Надобраніч, бос». Сіповіц займається паперовою роботою за своїм столом, а камера плавно переміщається через п'ятнадцятий відділок до дверей.

## Актори та ролі
| Персонаж            | Роль                 | Участь в серіалі | Актор              |
| ------------------- | -------------------- | ---------------- | ------------------ |
| Енді Сіповіц        | детектив, сержант    | 1993—2005        | Денніс Франц       |
| Джон Келлі          | детектив             | 1993—1994        | Девід Карузо       |
| Боббі Сімоне        | детектив             | 1994—1998, 2004  | Джиммі Смітс       |
| Денні Соренсон      | детектив             | 1998—2001        | Рік Шредер         |
| Джон Кларк-молодший | детектив             | 2001—2005        | Марк-Пол Госселаар |
| Діана Рассел        | детектив             | 1995—2003        | Кім Ділейні        |
| Грег Медавой        | детектив             | 1993—2005        | Гордон Клепп       |
| Болдуін Джонс       | детектив             | 2000—2005        | Генрі Сіммонс      |
| Джон Ірвін          | адміністратор        | 1995—2005        | Білл Брочтрап      |
| Артур Фенсі         | капітан              | 1993—2001        | Джеймс МакДеніел   |
| Джеймс Мартінес     | сержант              | 1993—2000        | Ніколас Туртурро   |
| Сільвія Костас      | співробітник поліції | 1993—1999, 2005  | Шерон Лоуренс      |
| Тоні Родрігес       | лейтенант            | 2001—2004        | Есай Моралес       |
| Дженіс Лікалсі      | детектив             | 1993—1994        | Емі Бреннеман      |
| Томас Бейл          | лейтенант            | 2004—2005        | Каррі Грем         |
| Лаура Мерфі         | детектив             | 2004—2005        | Бонні Сомервілл    |
| Лаура Майклс        | співробітник поліції | 1993—1994        | Шеррі Стрінгфілд   |
| Едді Гібсон         | сержант              | 1994—2004        | Джон Ф. О'Донох'ю  |
| Ріта Ортіс          | детектив             | 2001—2005        | Жаклін Обрадорс    |
| Валері Гейвуд       | співробітник поліції | 2001—2004        | Гарсел Бове        |
| Конні Макдауелл     | детектив             | 2001—2004        | Шарлотта Росс      |
| Едріан Лесняк       | детектив             | 1994—1996        | Жюстін Мічелі      |
| Джилл Кіркендалл    | детектив             | 1996—2000        | Андреа Томпсон     |
| Донна Абандандо     | адміністратор        | 1993—1996        | Гейл О'Грейді      |

## Нагороди

### Прайм-тайм премія «Еммі»
- 1994 — в номінації «Найкращий актор у драматичному телесеріалі» (Денніс Франц)
- 1995 — в номінації «Найкращий драматичний серіал»
- 1996 — в номінації «Найкращий актор у драматичному телесеріалі» (Денніс Франц)
- 1997 — в номінації «Найкращий актор у драматичному телесеріалі» (Денніс Франц)
- 1997 — в номінації «Найкраща акторка другого плану у драматичному телесеріалі» (Кім Ділейні)
- 1998 — в номінації «Найкращий актор другого плану у драматичному телесеріалі» (Гордон Клепп)
- 1999 — в номінації «Найкращий актор у драматичному телесеріалі» (Денніс Франц)

### Золотий глобус
- 1993 — в номінації «Найкраща чоловіча роль серіалу (драма)» (Девід Карузо)
- 1993 — в номінації «Найкращий серіал (драма)»
- 1994 — в номінації «Найкраща чоловіча роль серіалу (драма)» (Денніс Франц)
- 1995 — в номінації «Найкраща чоловіча роль серіалу (драма)» (Джиммі Смітс)

### Премія Гільдії кіноакторів
- 1995 — в номінації «Найкраща чоловіча роль у драматичному серіалі» (Денніс Франц)
- 1995 — в номінації «Найкращий акторський склад у драматичному серіалі»
- 1997 — в номінації «Найкраща чоловіча роль у драматичному серіалі» (Денніс Франц)

### Премія «Супутник»
- 1997 — приз за найкращого актора драматичного серіалу (Джиммі Смітс)
- 1997 — приз за найкращий драматичний серіал

### Премія критиків Асоціації телебачення
- 1994 — в номінації «За видатні досягнення в жанрі драми»

### Премія Гільдії продюсерів Америки
- 1993 — в телевізійній номінації «Продюсер року»

### Премія Гільдії письменників Америки
- 1996 — в номінації «Найкращий драматичний епізод»